# جيريمي روس
جيريمي روس (بالإنجليزية: Jeremy Ross)‏ هو لاعب كرة قدم أمريكية أمريكي، ولد في 16 مارس 1988 في ساكرامنتو في الولايات المتحدة.

## وصلات خارجية
- جيريمي روس على موقع مرجع كرة القدم المحترفة.كوم (الإنجليزية)